# 源光庵

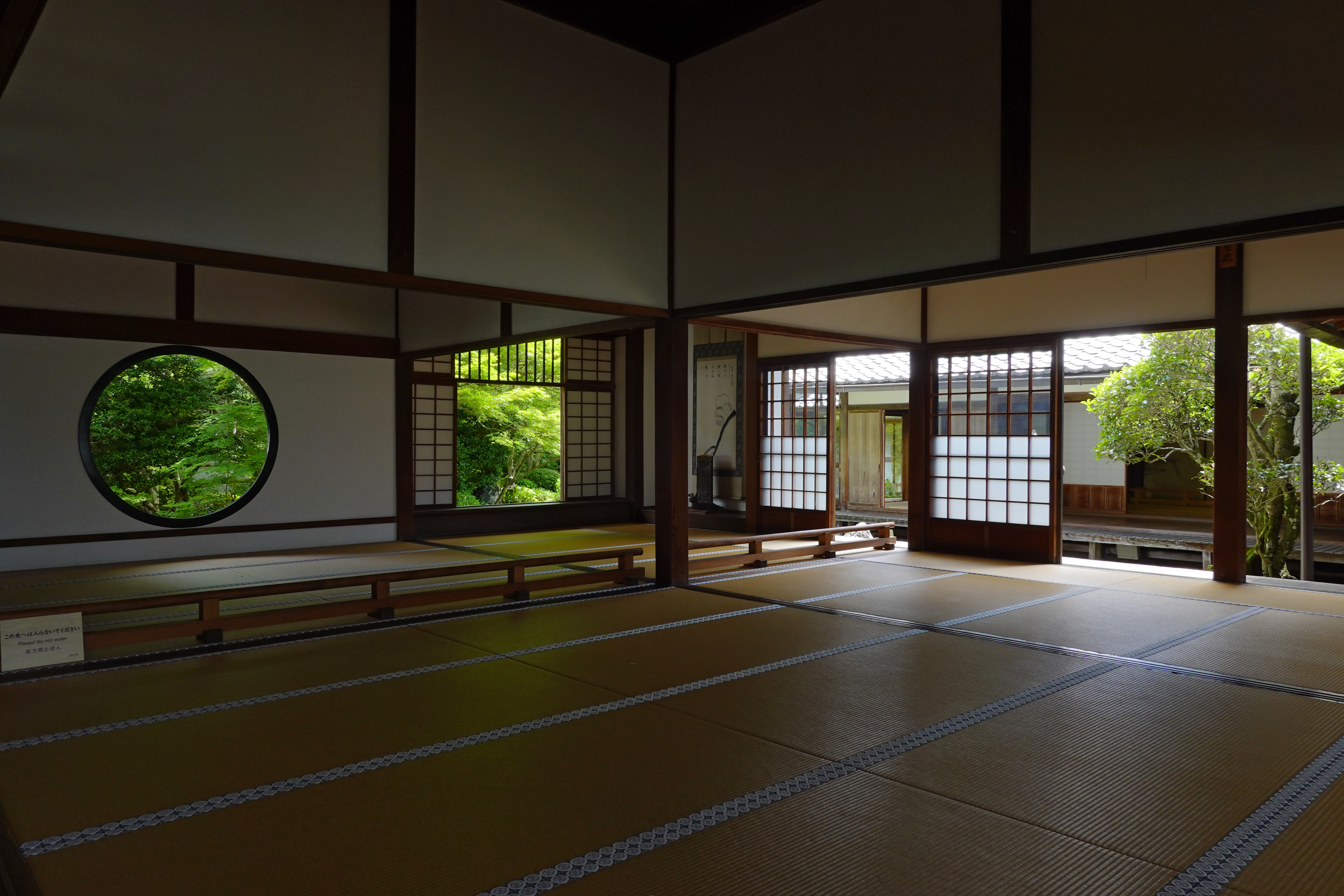
本堂内部。左側に「悟りの窓」（左端）、「迷いの窓」

源光庵（げんこうあん）は、京都市北区鷹峯にある曹洞宗の寺院。山号は鷹峰山。本尊は釈迦如来。正式には鷹峰山寶樹林源光庵という。別称「復古禅林（ふっこぜんりん）」とも呼ばれる。

## 歴史
貞和2年（1346年）に臨済宗の大徳寺2世・徹翁義亨国師により隠居所として創建された。その後、衰退するが元禄7年（1694年）に加賀国大乗寺27代曹洞宗復古道人卍山道白禅師が当寺に住持して再興し、曹洞宗に改められた。
現在の本堂は元禄7年（1694年）の建立で、加賀国の住人中田静家居士の寄進による。
幕末頃までは末寺合わせ13ケ寺あったが、明治維新後の廃仏毀釈で9ケ寺が廃寺となっている。

## 境内
- 本堂 - 元禄7年（1694年）に加賀の住人中田静家による再建。間口11間半（21メートル）、奥行7間（13メートル）で、本尊は釈迦牟尼仏。脇侍に迦葉尊者、阿難尊者を祀る[3]。また、血痕のある血天井、丸窓と角窓の悟りの窓、迷いの窓がある。
  - 血天井 - 元は伏見城の床板で、天井板として使用することで供養する。慶長5年（1600年）の伏見城の戦いで徳川軍の鳥居元忠らが石田三成に破れ自刃したさいの血痕、血による足跡が残る[4]。
  - 迷いの窓 - 四角い形は、「人間の生涯」を象徴する[5]。人間が誕生し、一生を終えるまで逃れることのできない過程を表す。この「迷い」とは「釈迦の四苦」のことで、この窓が生老病死の四苦八苦を表す。
  - 悟りの窓 - 悟りの窓の丸い形は、「禅と円通」の心が表す[5]。ありのままの自然の姿、清らか、偏見のない姿、つまり悟りの境地を開くことができ、丸い形（円）は大宇宙を表現する。
- 開山堂（復古堂） - 享保4年（1719年）建立[1]。
- 庭園 - 鶴亀の庭、北山を借景とした枯山水庭園[1]。
- 庫裏
- 稚児井戸 - 境内裏の稚児井戸は飲み水に窮した徹翁に童子が教えた井戸で、涸れたことがないという[6]。

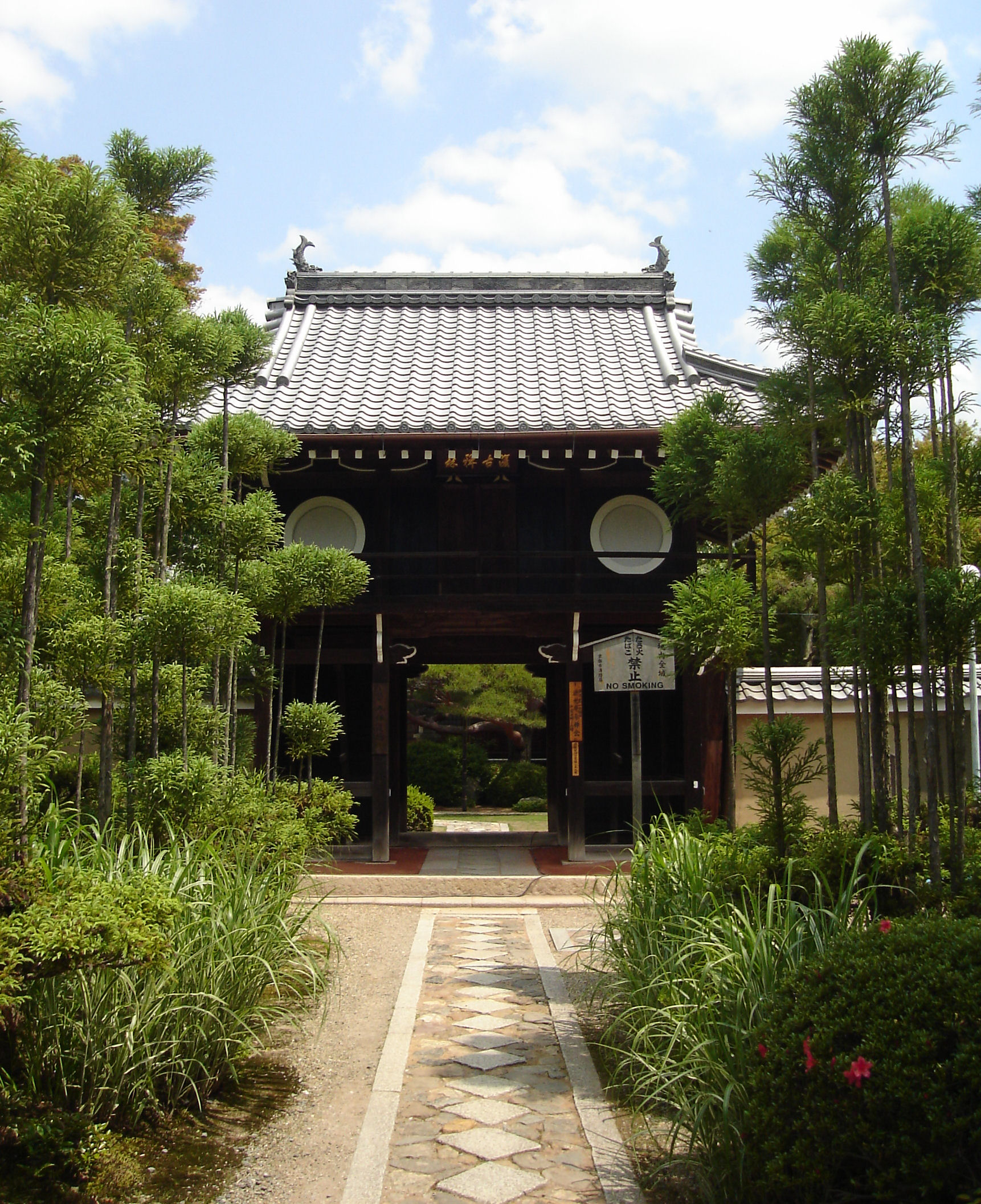
山門
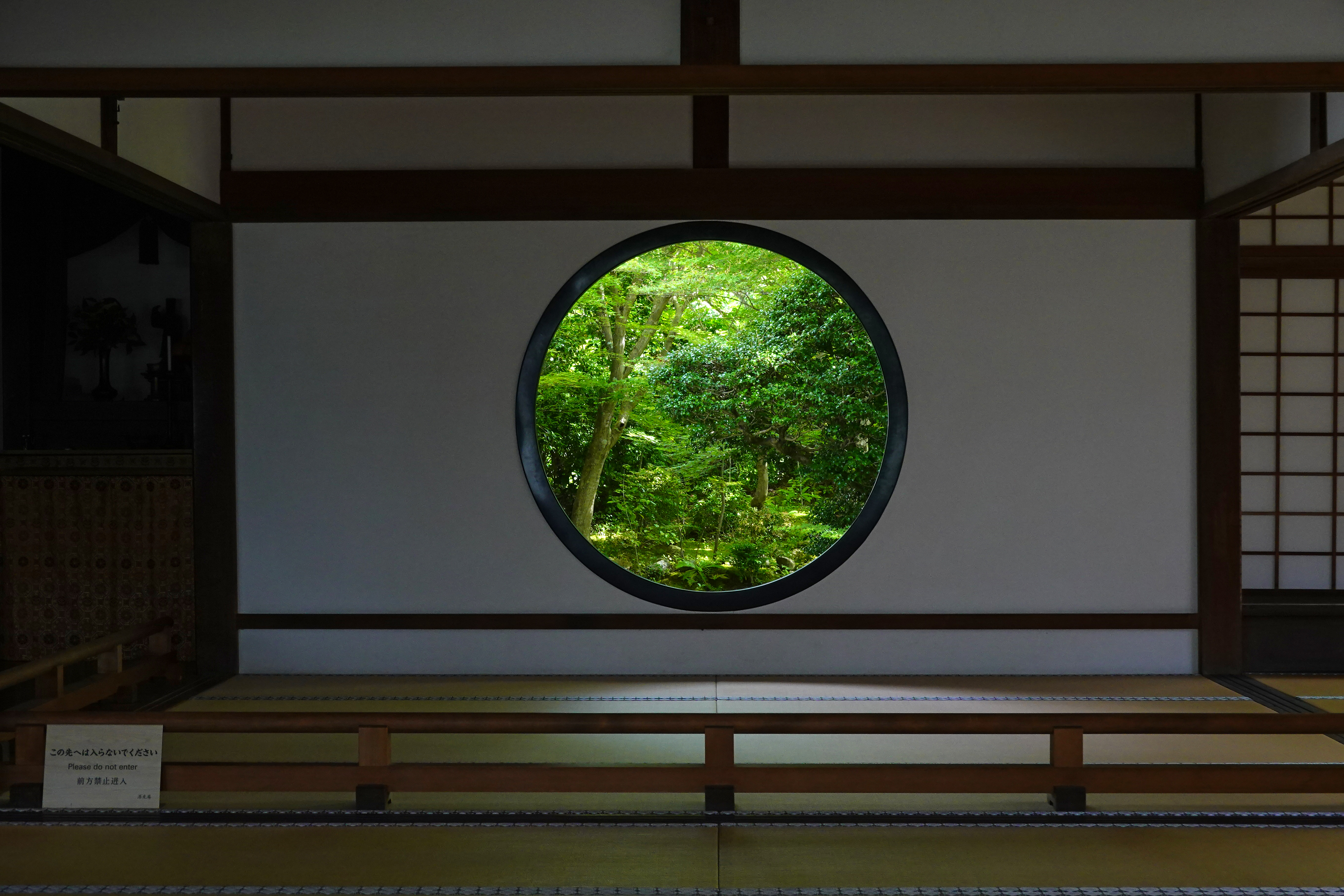
鐘楼
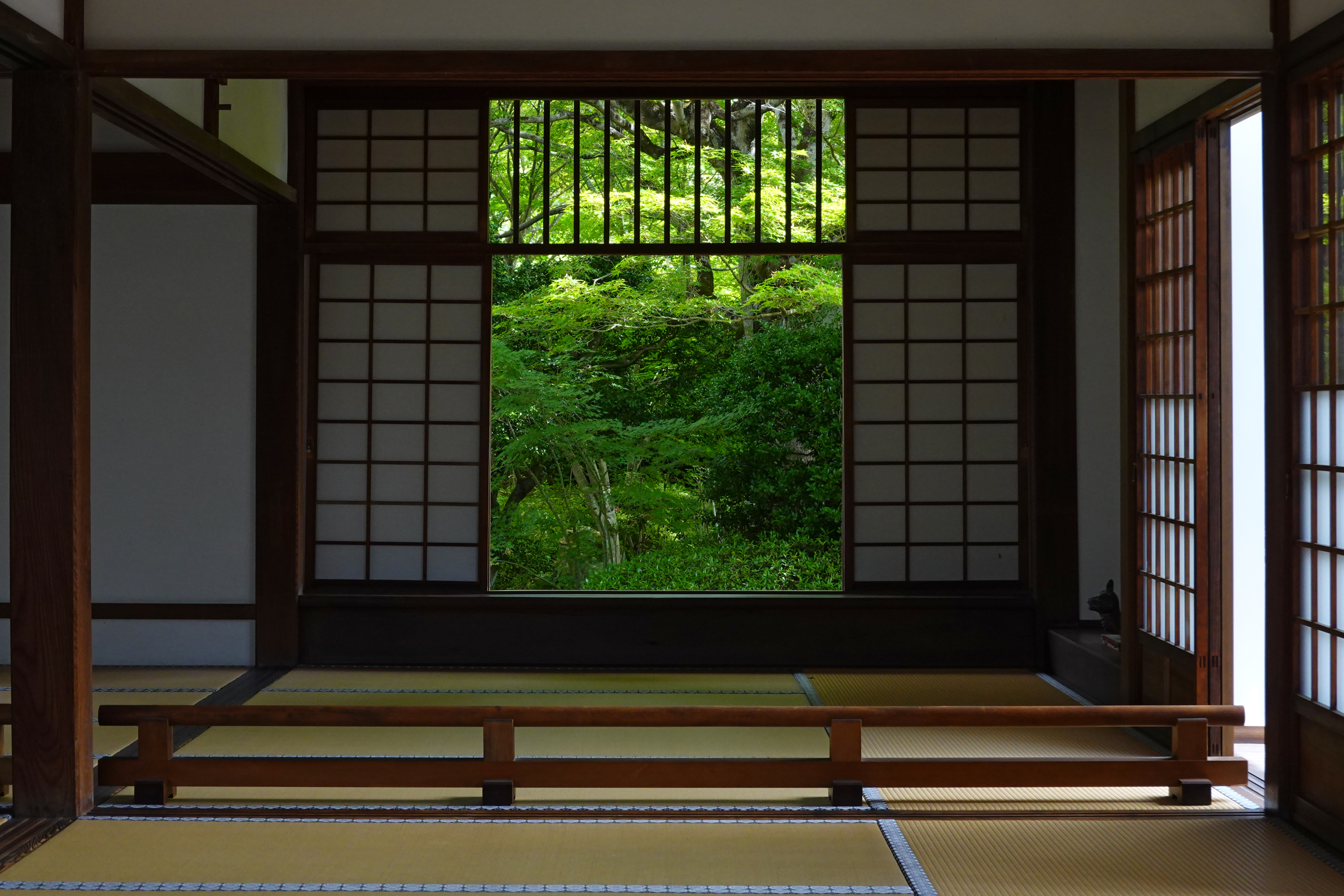
総門

- 山門
- 「悟りの窓」
- 「迷いの窓」

## アクセス

### 市バス
- 地下鉄烏丸線北大路駅より北１号系統玄琢（げんたく）行き、源光庵前下車
- 四条大宮より６号系統玄琢行き、源光庵前下車

## 近隣施設
- 光悦寺
- 常照寺
- 遣迎院
- しょうざん光悦芸術村